# مایکل آر کلیفورد
مایکل آر کلیفورد (با نام کامل مایکل ریچ کلیفورد) (به انگلیسی: Michael R. Clifford) فضانورد اهل کشور ایالات متحده آمریکا بود که در ۱۳ اکتبر ۱۹۵۲ میلادی در سن برناردینو، کالیفرنیا زاده شد. وی در مأموریت اس‌تی‌اس-۵۳، اس‌تی‌اس-۵۹، اس‌تی‌اس-۷۶ حضور داشت. او در روز ۲۸ دسامبر سال ۲۰۲۱ در پی عوارض ناشی از بیماری پارکینسون و در سن ۶۹ سالگی درگذشت.

## دوران جوانی و تحصیلات
او در ۱۳ اکتبر ۱۹۵۲ در سن برناردینو، کالیفرنیا متولد شد، مادرش دوبار ازدواج کرد، در بار دوم با گوردون کلیفورد ازدواج نمود. مایکل ریچ کلیفورد در ۱۹۷۰ از دبیرستان بن لوموند در اودن، یوتا فارغ‌التحصیل شد. او پیشاهنگ درجه یک در پیشاهنگی پسران آمریکا بود. مایکل در جوانی در یک پمپ بنزین مشغول به کار شد و با استفاده از چربی‌گیرها موتور ماشین‌ها را شستشوی می‌داد، وی همچنین در یک مزرعه کار کرد.
کلیفورد مدرک لیسانس علوم خود را از آکادمی نظامی ایالات متحده (USMA) در وست پوینت، نیویورک، در ۱۹۷۴ و مدرک کارشناسی ارشد علوم در مهندسی هوافضا خود را از مؤسسه فناوری جورجیا در ۱۹۸۲ دریافت کرد.